# إم. سيسيل ماكي
إم. سيسيل ماكي (بالإنجليزية: M. Cecil Mackey)‏ هو أستاذ جامعي أمريكي، ولد في 23 يناير 1929، وتوفي في 8 فبراير 2018.